# الواسطى (مركز)
مركز الواسطى، مركز إداري مصري. يقع في محافظة بني سويف الواقعة في جمهورية مصر العربية. القاعدة الإدارية للمركز هي مدينة الواسطى.